# Poznań (województwo lubelskie)
Poznań – wieś w Polsce położona w województwie lubelskim, w powiecie łukowskim, w gminie Serokomla.
| SIMC    | Nazwa    | Rodzaj    |
| ------- | -------- | --------- |
| 0686405 | Sąsiadka | część wsi |

Wieś stanowi sołectwo w gminie Serokomla. Wierni Kościoła rzymskokatolickiego należą do parafii św. Stanisława w Serokomli.
W okolicach wsi, w pierwszych dniach października 1939, toczyły się ostatnie walki kampanii wrześniowej.
W latach 1975–1998 miejscowość położona była w województwie siedleckim. Według Narodowego Spisu Powszechnego z roku 2011 wieś liczyła 134 mieszkańców. W październiku 2010 otwarto w Poznaniu świetlicę wiejską.

## Galeria

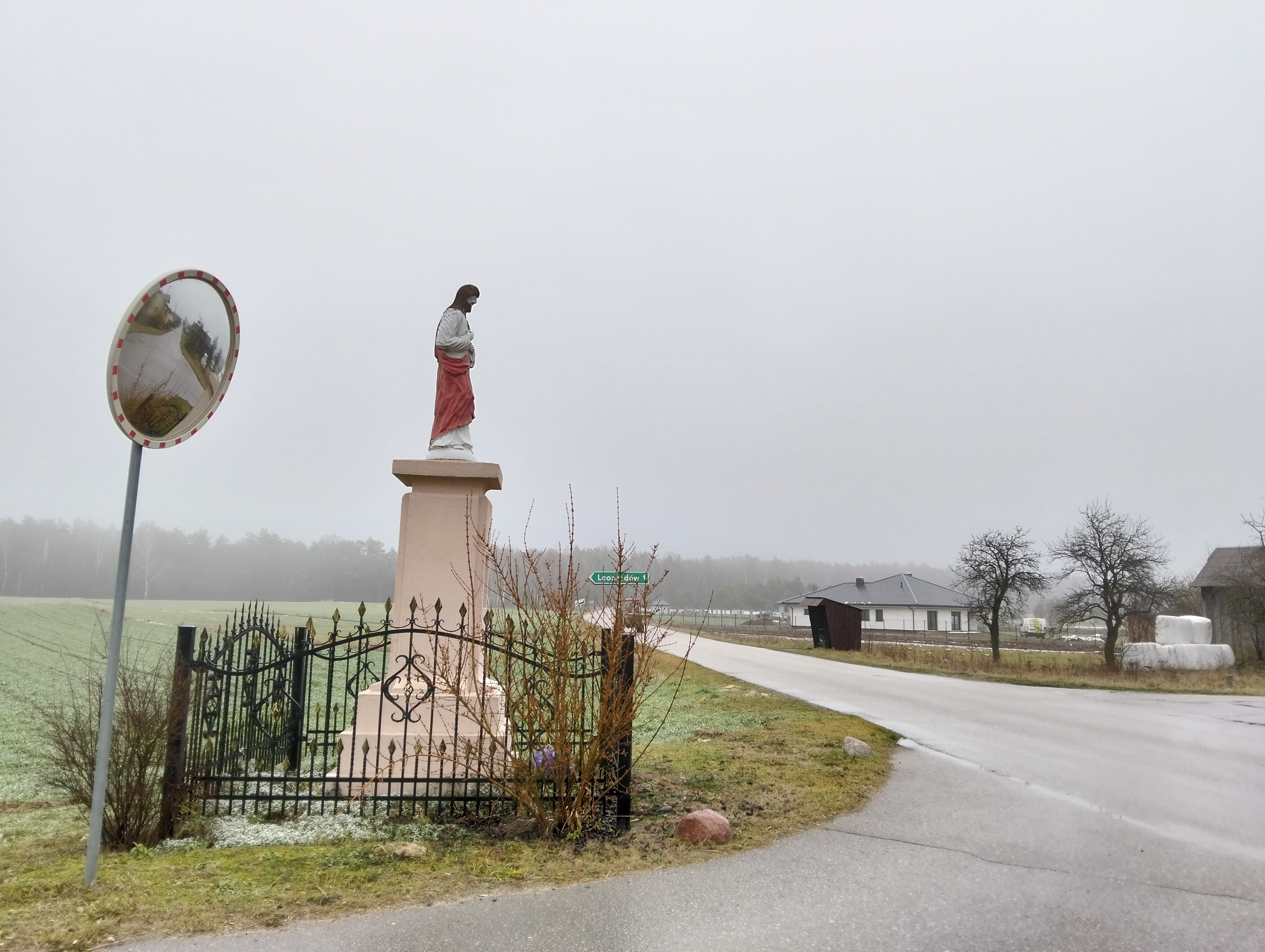
Kapliczka przydrożna
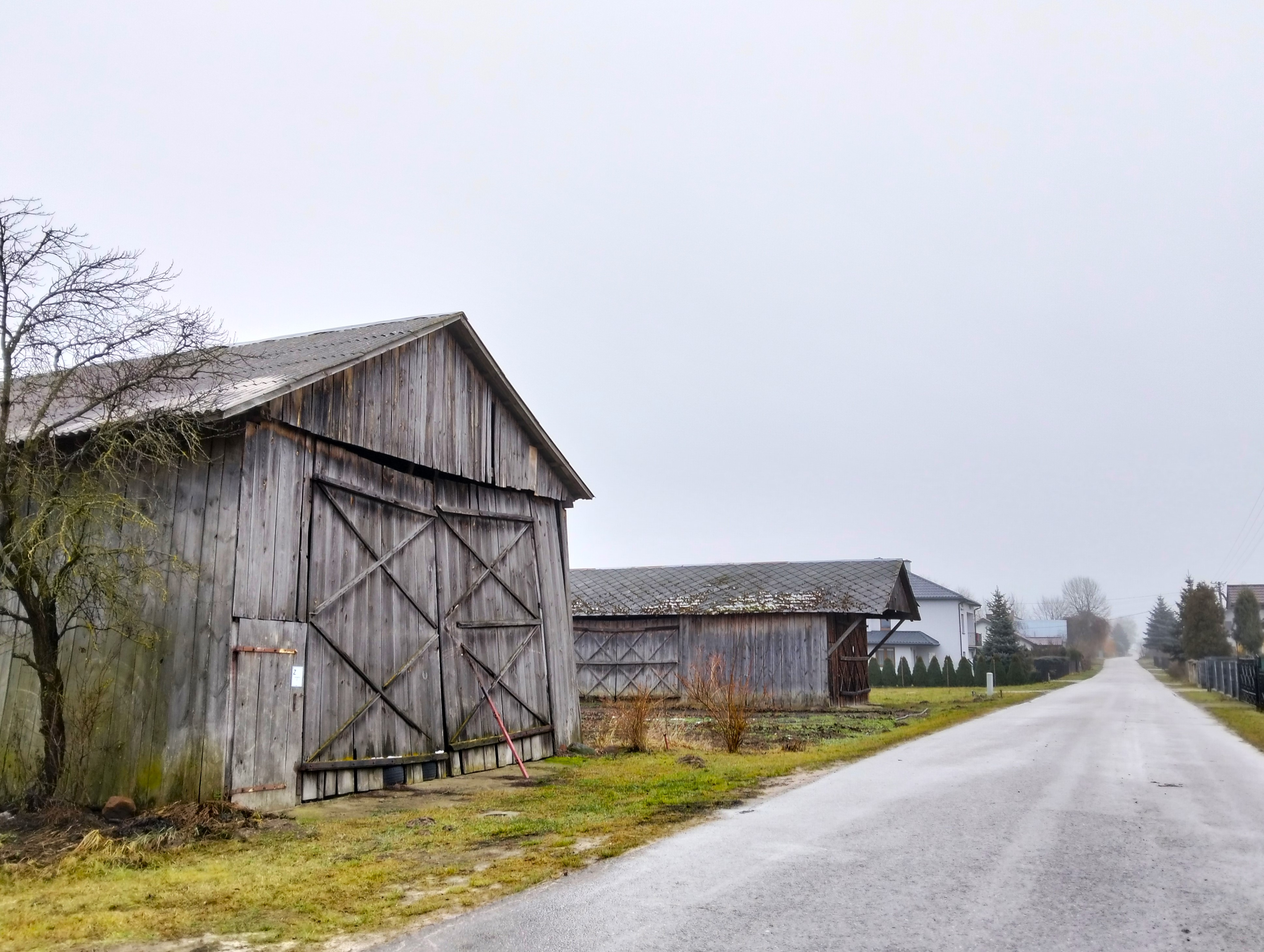
Stodoły drewniane
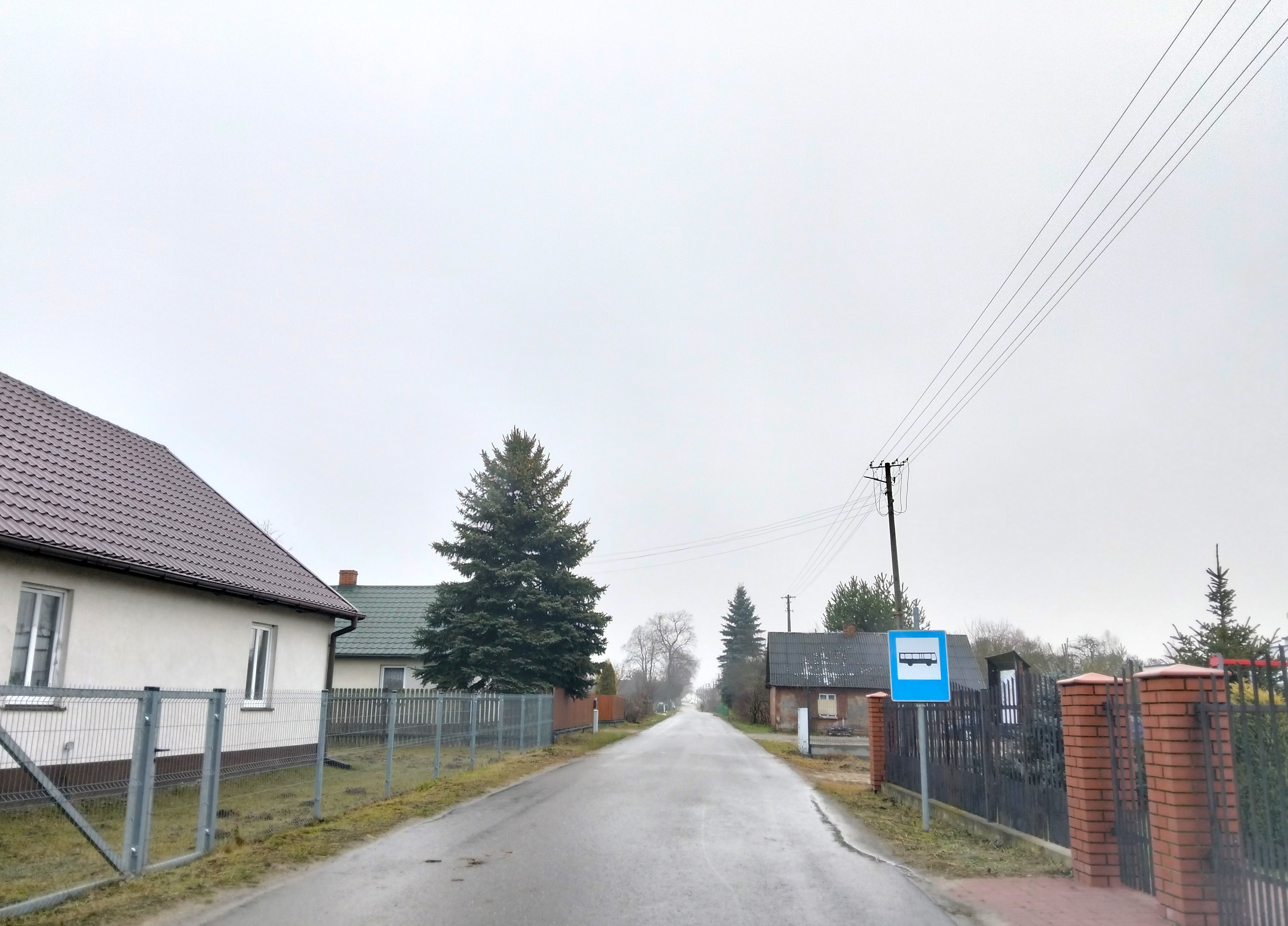
Przystanek autobusowy